# Blackwood Creek
Blackwood Creek är en ort i Australien. Den ligger i kommunen Northern Midlands och delstaten Tasmanien, i den sydöstra delen av landet, omkring 130 kilometer norr om delstatshuvudstaden Hobart. Antalet invånare är 316.
Trakten runt Blackwood Creek är nära nog obefolkad, med mindre än två invånare per kvadratkilometer.. Närmaste större samhälle är Cressy, omkring 16 kilometer öster om Blackwood Creek. 
Trakten runt Blackwood Creek består till största delen av jordbruksmark. Genomsnittlig årsnederbörd är 1 605 millimeter. Den regnigaste månaden är juli, med i genomsnitt 178 mm nederbörd, och den torraste är februari, med 73 mm nederbörd.